# Библиотеки Карнеги

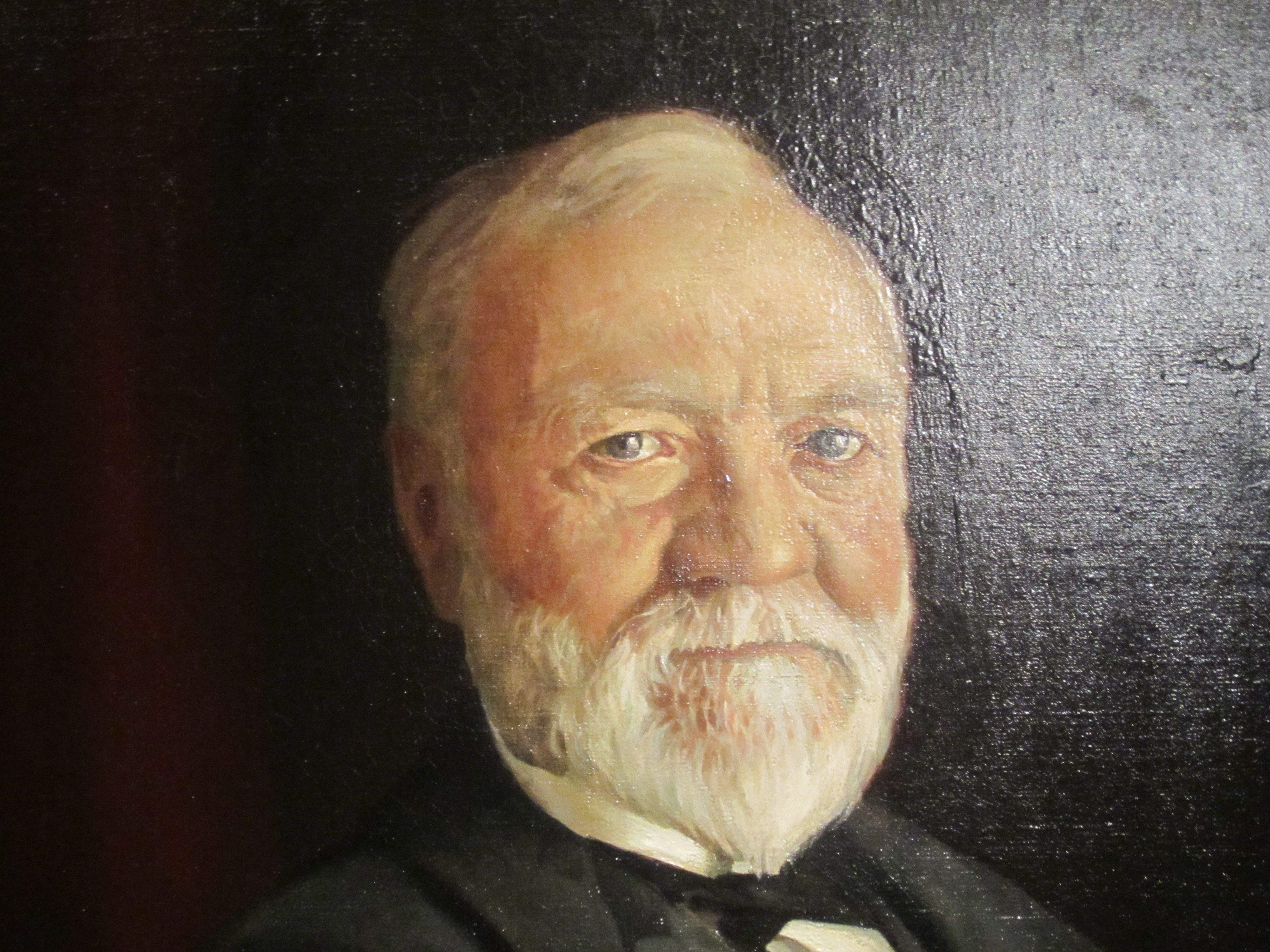
Портрет Эндрю Карнеги в Национальной портретной галерее США

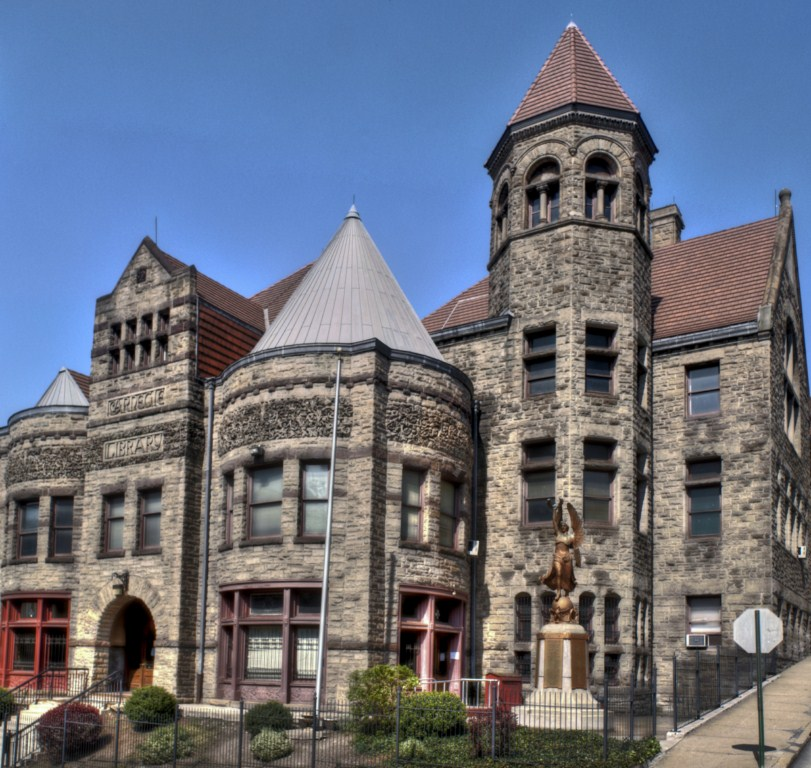
Первая библиотека Карнеги в США (г. Брэддок, штат Пенсильвания)

Библиотеки Карнеги (англ. Carnegie library) — библиотеки, построенные на пожертвования шотландско-американского предпринимателя и филантропа Эндрю Карнеги (1835—1919).
Всего в период с 1883 по 1929 год было построено 2509 библиотек Карнеги, в том числе 1689 в США, 660 в Британии и Ирландии, 125 в Канаде, остальные 35 в Австралии, Новой Зеландии, Сербии, Карибах, Маврикии и Фиджи.
К 1919 году — моменту выдачи последнего гранта на строительство библиотеки — в США было 3500 библиотек, из которых почти половина были построены на средства, выделенные по грантам Карнеги.
В 1992 году газета Нью-Йорк Таймс сообщала, что в США из 1689 построенных зданий библиотек Карнеги всё ещё существуют 1554, и 911 из них используются как библиотеки. 276 из них остались в неизменном виде, 286 были расширены, 175 переделаны. Например, из 39 зданий библиотек Карнеги, входящих в систему Нью-Йоркской публичной библиотеки, 31 здание всё ещё функционирует.
Многие здания библиотек Карнеги включены в Национальный реестр исторических мест США. Первая из построенных в США библиотек Карнеги — библиотека в г. Бреддок — в 2012 году была признана Национальным историческим памятником США.

## История
Первая библиотека Карнеги в мире была построена в 1883 году в родном городе Карнеги — Данфермлине (Шотландия). Первая библиотека Карнеги в США была построена в 1889 году в городе Брэддок, штат Пенсильвания, в котором располагался один из рудников компании Эндрю Карнеги. Первоначально Карнеги хотел ограничиться строительством библиотек в нескольких выбранных им городах, но с 1890 года число библиотек стало расти, что связывают с ростом активности женских клубов, появившихся после Гражданской войны. Эти клубы организовали поддержку в создании библиотек, включая пожертвования и лоббирование поддержки местным населением деятельности библиотек. Благодаря деятельности женских клубов было создано около 85 % библиотек по всей стране.
В соответствии с политикой расовой сегрегации в США, чернокожим отказывалось в доступе в публичные библиотеки, особенно в южных штатах. Вместо настаивании на совместном доступе в библиотеки, Карнеги основал отдельные библиотеки для афроамериканцев. Например, в городе Хьюстон штата Техас была построена Цветная Библиотека Карнеги (Colored Carnegie Library).